# Joaquín Rocha

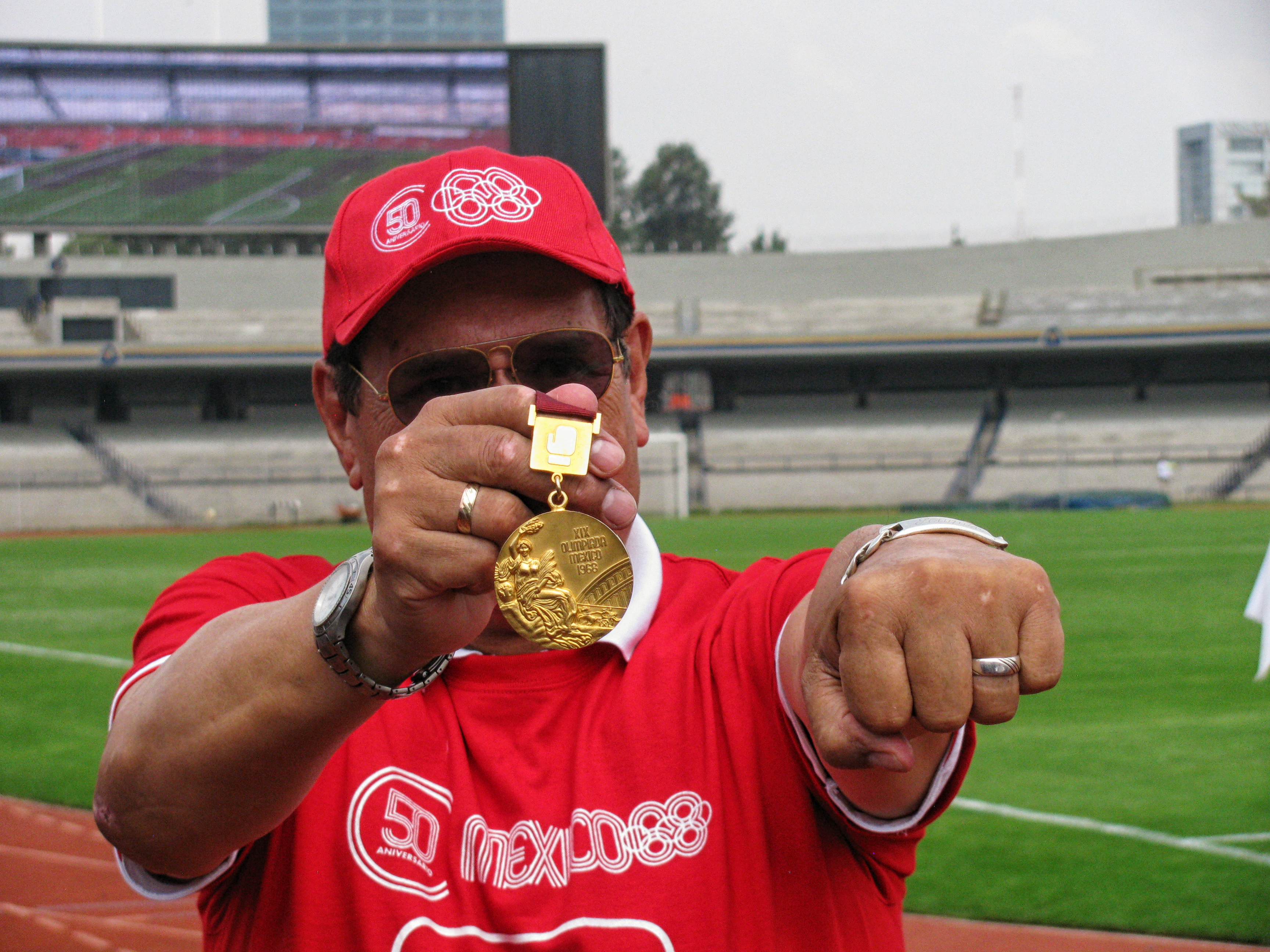
Rocha y su medalla de bronce, la cual fue recubierta de oro posteriormente.

Florencio Joaquín Rocha Herrera (Ciudad de México, 16 de agosto de 1944) es un boxeador mexicano, ganador de la medalla de bronce en los Juegos Olímpicos de México 1968, en la categoría de peso completo de más de 80 kg.

## Biografía
Es hijo del luchador profesional Florencio "El Yaqui" Rocha, afamado en los años 40 y 50. Fue un polímata deportivo; practicó diversos deportes como el atletismo, la pelota vasca, y el béisbol, llegando a jugar con unos noveles Tigres Capitalinos. 

## Trayectoria deportiva
Dada su estatura y complexión, fue convencido de practicar el boxeo por el entrenador polaco Enrique Nowara en 1967. Tal complexión le mereció el apodo de "El mastodonte". Tras un año de preparación en donde disputó once peleas (diez victorias y una derrota) y fue seleccionado para competir por México en los  Juegos Olímpicos de México 1968.
Los medios mexicanos no apostaban por Rocha, dada su poca experiencia. El 18 de octubre de 1968 en la Arena México debutó en la justa olímpica, venciendo 4 a 1 al ghanés Adonis Ray. Luego, venció al holandés Rudie Lubbers 3 a 2, asegurando con ello la medalla de bronce. El 24 de octubre fue derrotado por Jonas Čepulis, de la URSS, quién sería a su vez derrotado por George Foreman.
Ganaría medalla de plata en los XI Juegos Centroamericanos y del Caribe y en los Juegos Panamericanos de 1971.
Rocha terminó su carrera olímpica al decidir la Federación Mexicana de Boxeo que ningún boxeador de peso completo mexicano iría a Múnich 72.

### Carrera posterior
El boxeador se dedicaría al entrenamiento de boxeadores y al acondicionamiento físico. 